# Eufronius van Tours
Eufronius van Tours (gestorven 573) was een 6e-eeuwse bisschop van Tours, die uit Poitiers de  relieken van het Heilige Kruis, die uit Constantinopel waren gekomen, naar Tours liet halen. Na zijn dood, in 573, werd hij opgevolgd door zijn neef van moederszijde Gregorius van Tours.
Hij is binnen de Rooms-Katholieke Kerk een heilige. Zijn feestdag is op 4 augustus.

## Voetnoten
1. ↑  nominis.cef.fr Nominis : Sint Eufronius van Tours. Gearchiveerd op 1 december 2022.